# إيفان ستريبكوف
إيفان ستريبكوف (الروسية: Стребков, Иван Витальевич) مواليد 27 يوليو 1991 في ألماتي، الاتحاد السوفيتي، هو لاعب كرة سلة روسي. بدأ مسيرته الاحترافية في سنة 2012. يلعب مع نيجني نوفغورود كلاعب هجوم خلفي. يحمل الرقم 19. يبلغ طوله 6 قدم 4 بوصة (1.9 م). لعب مع نادي سسكا موسكو لكرة السلة ونيجني نوفغورود (كرة سلة).

## روابط خارجية
- إيفان ستريبكوف على موقع الاتحاد الدولي لكرة السلة (الإنجليزية)
- إيفان ستريبكوف على موقع الدوري الأوروبي لكرة السلة (الإنجليزية)
- إيفان ستريبكوف على موقع كرة السلة الأوروبية.كوم (الإنجليزية)
- إيفان ستريبكوف على موقع DraftExpress.com (الإنجليزية)
- إيفان ستريبكوف على موقع ريلجم (الإنجليزية)
- إيفان ستريبكوف على موقع بروبوليرز (الإنجليزية)
- إيفان ستريبكوف على موقع سبورتس رفرنس (الإنجليزية)